# ハルスベリ
ハルスベリ（スウェーデン語: Hallsberg  発音）は、スウェーデンのエレブルー県ハルスベリ自治体の一地域。2010年の時点で7122人が暮らす。一部はクムラ自治体に属す。
1883年にmunicipalsamhälle（自治体の地区の一種）を宣言し、1908年に市場町の認定を受けた。1971年にハルスベリ自治体が設立された。
大きな操車場と鉄道駅があり、ストックホルム、ヨーテボリ、ミェルビ、エーレブルー、カールスタードを発った列車がここで交わる。そのなかで最も主要な路線は西部本線である。この地に鉄道駅が建設されて以来、ハルスベリはここを中心にして発展した。
ハルスベリの観光スポットに、1880年代に建てられたベルゲースカ邸がある。ベルゲー家とハルスベリの有名人が描かれたカール・ラーションの壁画などが残る。
主な雇用創出企業はボルボ、Ahlsell、鉄道会社など。

## 姉妹都市
- ギーフホルン（ドイツ）

## ゆかりの人物
- スヴェン・ヴィンクヴィスト SKFの設立者のひとり